# Prevas
Prevas AB är ett svenskt IT-konsultbolag. 
Bolaget innehar specialistkompetens inom produkt- och produktionsutveckling. 
Tjänsteutbudet inkluderar digitala lösningar, projektledning, mjukvarudesign, till UX- och systemlösningar. 
Kunderna består huvudsakligen av medelstora företagskunder, verksamma inom ett flertal sektorer som industri, life science, tillverkning samt energisektorn.
Prevas grundades 1985 och har störst verksamhet inom den skandinaviska marknaden.
Prevas var det första konsultbolaget inom IT-sektorn som blev certifierade enligt kvalitetsstandarden ISO 9001. 
Kontor finns i Sverige, Danmark och Norge med ca 900 medarbetare. Prevas är börsnoterade sedan 1998, på NASDAQ Stockholm.
Prevas har vid fyra tillfällen vunnit förstapriset i Swedish Embedded Award, inom kategorin Enterprise. 